# 胶孢虫瘴霉
胶孢虫瘴霉（学名：Furia gloeospora）是属于虫霉目虫霉科虫瘴霉属的一种真菌，寄生在毛蠓上。该种分布于中国、美国、法国等地。